# Parada Diagonal 73
Diagonal 73 es una parada ferroviaria de la ciudad de La Plata, Provincia de Buenos Aires, Argentina.

## Servicios
Es parada intermedia del servicio de tren ligero urbano del Tren Universitario la Línea General Roca desde la La Plata a la parada Policlínico donde finaliza su recorrido.